# Tadeusz Sołtyk

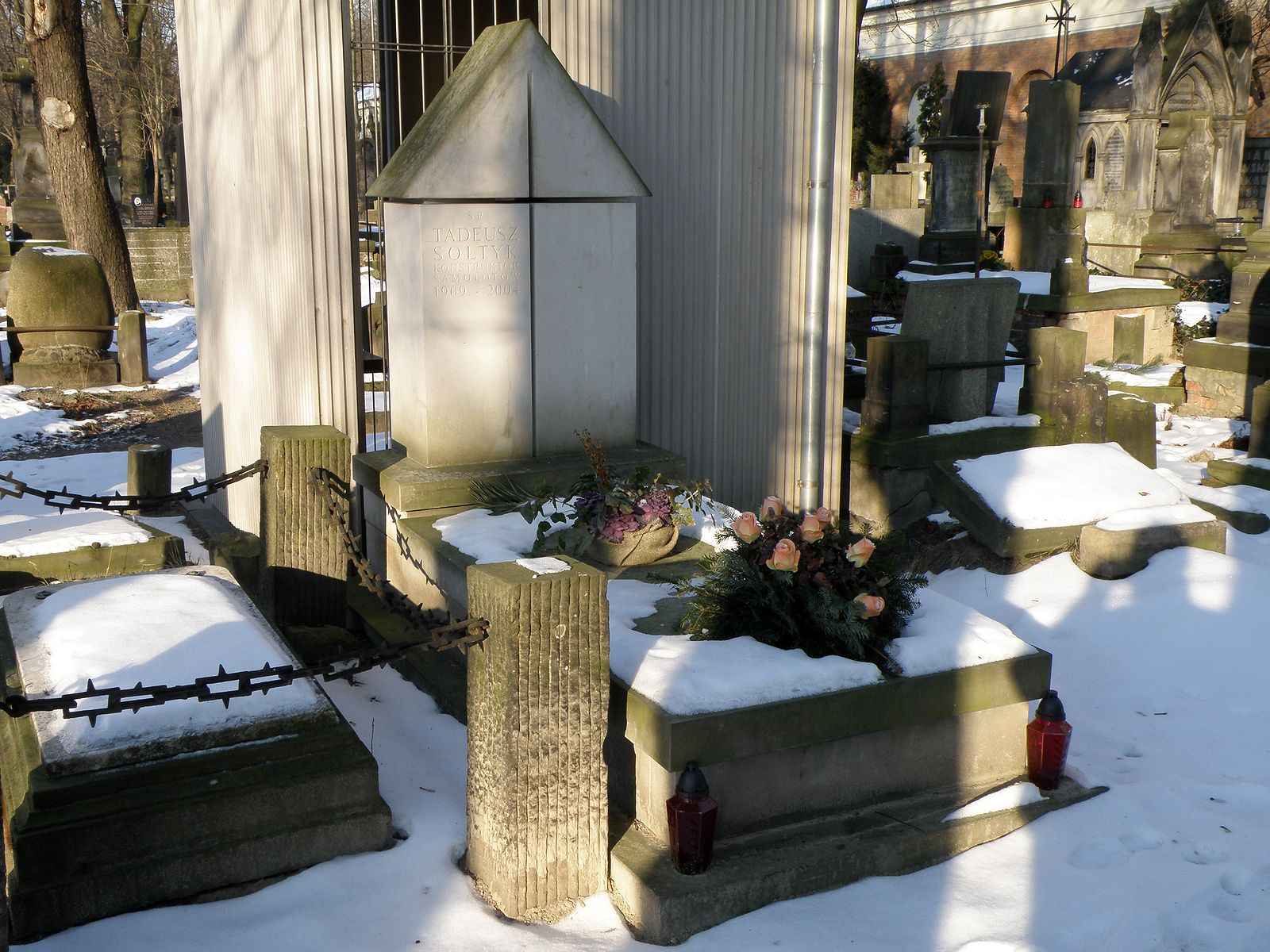
Grób Tadeusza Sołtyka na cmentarzu Powązkowskim w Warszawie

Tadeusz Sołtyk (ur. 30 sierpnia 1909 w Radomiu, zm. 14 lipca 2004 w Warszawie) – polski inżynier, konstruktor lotniczy i jachtowy, profesor nauk technicznych.

## Życiorys
Urodził się 30 sierpnia 1909 w Radomiu, w rodzinie Stefana i Ireny z Jotkiewiczów. Ukończył w 1928 r. IV Liceum Ogólnokształcące im. Tytusa Chałubińskiego w Radomiu i zdał maturę. Następnie podjął studia na Wydziale Elektrycznym Politechniki Warszawskiej, po kilku miesiącach przeniósł się na Wydział Mechaniczny (kierunek lotniczy), gdzie w 1934 r. otrzymał dyplom inżyniera mechanika specjalności lotniczej. We wrześniu 1934 r. został powołany do wojska, po trzech miesiącach służby podstawowej przeniósł się do Szkoły Podchorążych Rezerwy Artylerii we Włodzimierzu Wołyńskim. W 1935 r. rozpoczął służbę w Szkole Podchorążych Lotnictwa w Dęblinie oraz odbył przeszkolenie szybowcowe w Ustianowej. Po zakończeniu służby wojskowej, 1 września 1935 r., podjął pracę jako zastępca głównego konstruktora w biurze konstrukcyjnym Państwowych Zakładów Lotniczych w Warszawie. Brał udział w rozwoju samolotu PZL.23 Karaś i w konstruowaniu i wdrażaniu do produkcji samolotu PZL.46 Sum.
W chwili wybuchu wojny był na stanowisku zastępcy głównego konstruktora (inż. Stanisława Praussa). Uczestniczył w kampanii wrześniowej, między innymi w bitwie pod Kockiem. Został tam wzięty do niewoli, z której następnie uciekł i podczas okupacji ukrywał się w majątku Brzeźce k. Białobrzegów, którego właścicielem był Leon Bagniewski.
Tuż po wkroczeniu Armii Czerwonej pod koniec 1944 r. Sołtyk zorganizował pierwsze powojenne biuro konstrukcyjne w Lublinie – Lotnicze Warsztaty Doświadczalne (LWD), zostając jego głównym konstruktorem. Po przeniesieniu LWD do Łodzi zaprojektowano tam pod jego kierownictwem lekkie samoloty LWD Szpak (pierwszy polski samolot powojenny) i LWD Żak, których zbudowano kilka sztuk, a następnie szkolno-treningowy LWD Junak, produkowany poza LWD w dużej serii. Opracował też prototyp dwusilnikowego samolotu wielozadaniowego LWD Miś.

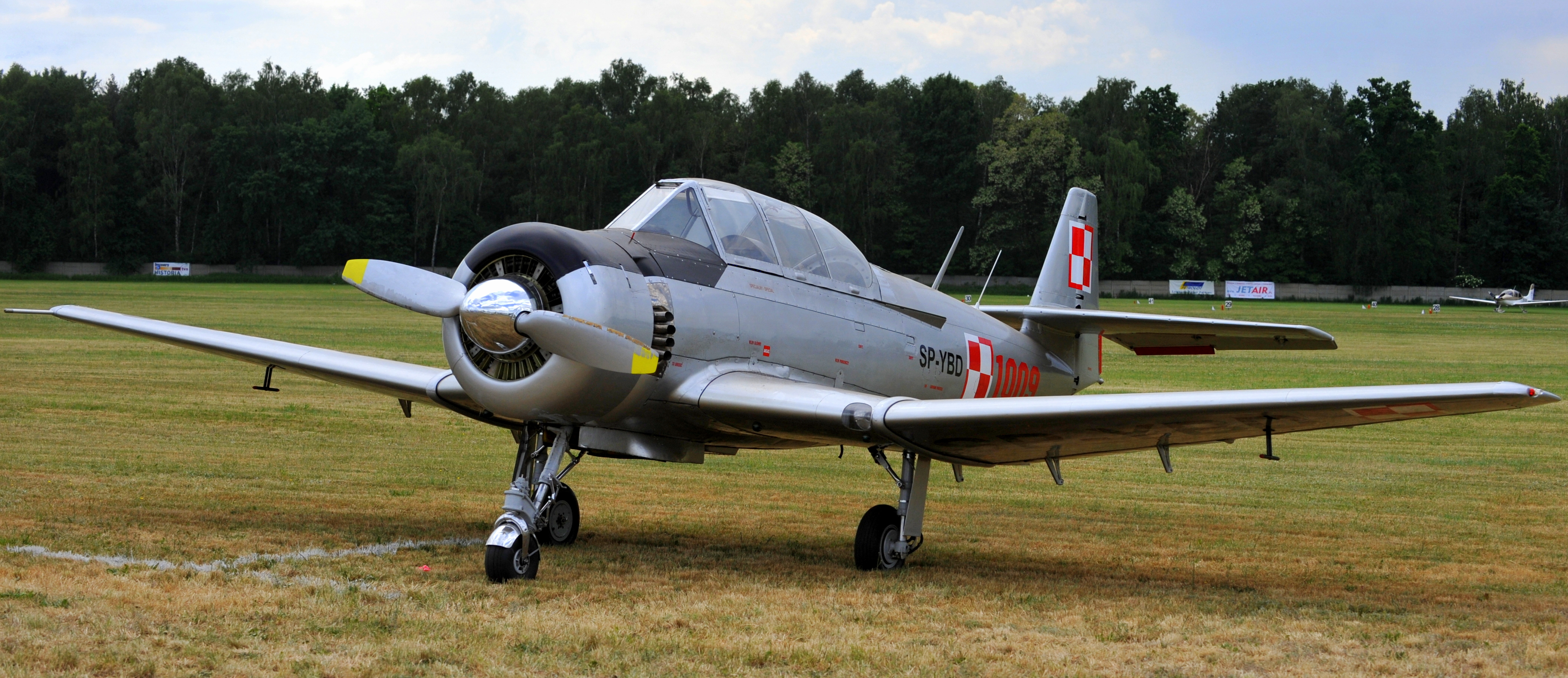
Samolot PZL TS-8 Bies – jedna z konstrukcji Sołtyka

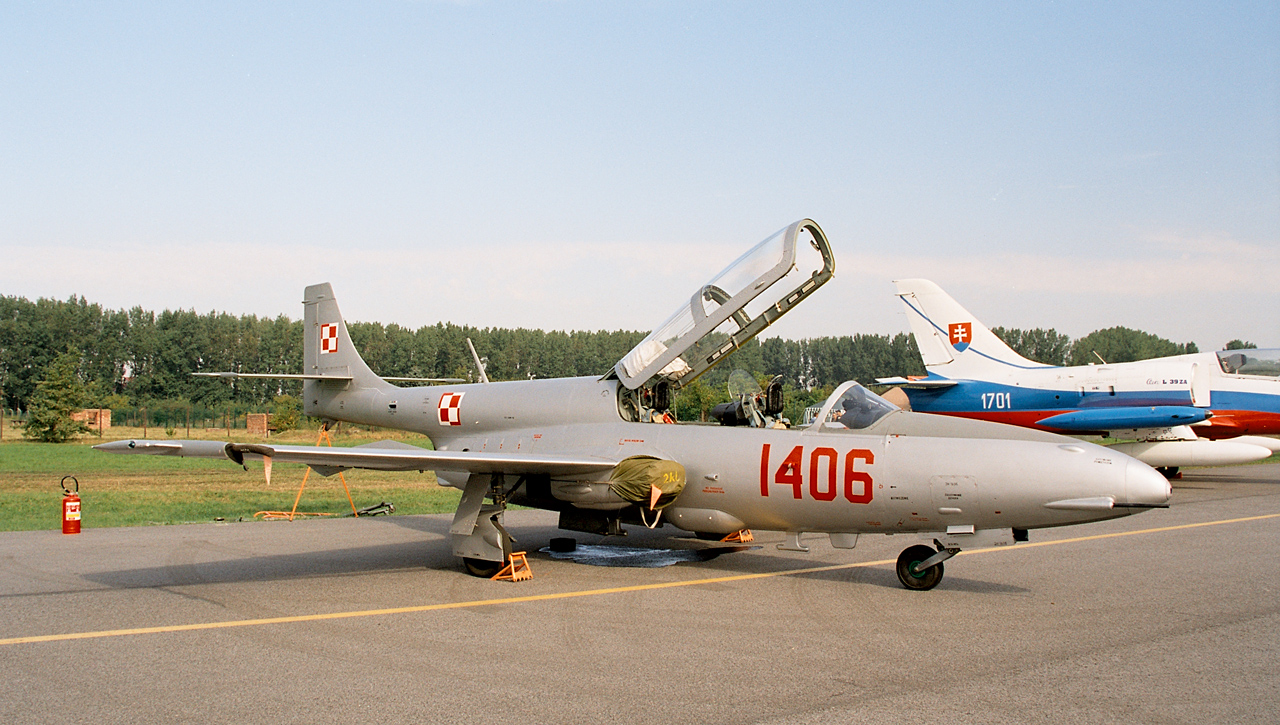
PZL TS-11 Iskra – najbardziej znana konstrukcja Sołtyka

Zespół LWD został rozwiązany w 1949 r., a Tadeusz Sołtyk podjął pracę w Instytucie Lotnictwa w Warszawie. W 1952 r. objął kierownictwo utworzonego tam biura konstrukcyjnego. Pierwszą jego konstrukcją, która weszła do produkcji, była modyfikacja samolotu TS-9 Junak 3 z 1953 r. Sołtyk zaczął wówczas stosować swoje inicjały „TS” dla oznaczenie konstrukcji. W 1955 r. oblatano pierwszy prototyp nowego samolotu szkolno-treningowego konstrukcji T. Sołtyka, TS-8 Bies, od 1957 r. produkowanego dla polskiego lotnictwa. Samolot ten zdobył 3 rekordy światowe w swojej klasie. W 1957 r. jego biuro konstrukcyjne zostało przeniesione do Ośrodka Konstrukcji Lotniczych WSK-Okęcie. Tadeusz Sołtyk zaprojektował tam następnie pierwszy polski samolot odrzutowy – szkolno-treningowy TS-11 Iskra, oblatany w 1960 r. Ustanowiono na nim 4 światowe rekordy w swojej klasie. Iskry stały się następnie podstawowymi i aż do roku 2016 (zakup samolotów M346 Aermacchi) jedynymi odrzutowymi samolotami szkolnymi w lotnictwie polskim, eksportowane były ponadto do Indii.
W 1964 r. rozpoczął prace nad projektami nowoczesnego naddźwiękowego samolotu szkolno-bojowego TS-16 Grot oraz samolotu rolniczego TS-17 Pelikan. Wykonano projekt wstępny oraz makietę Grota i projekt Pelikana, lecz gdy pod koniec lat 60. władze doszły do wniosku, że produkcja samolotów w Polsce jest nieopłacalna, dalsze prace nad tymi samolotami przerwano. Na skutek tego w 1967 r. Tadeusz Sołtyk przeszedł do pracy w Przemysłowym Instytucie Automatyki i Pomiarów, gdzie pracował przez następne lata głównie w dziedzinie automatyki okrętowej, nie powracając już do konstruowania samolotów, chociaż w latach 80. został konsultantem przy konstruowaniu samolotów PZL-130 Orlik i I-22 Iryda. W 1992 r. przeszedł na emeryturę.
Oprócz pracy konstruktorskiej wykładał na Politechnice Łódzkiej, Gdańskiej i Warszawskiej oraz w Wojskowej Akademii Technicznej w Warszawie. Uczestniczył także w pracy instytutów badawczych i był członkiem Krajowej Rady Lotnictwa. W 1955 roku otrzymał stanowisko docenta w Instytucie Lotnictwa. Dopiero jednak po odejściu z lotnictwa do Przemysłowego Instytutu Automatyki i Pomiarów uzyskał tamże tytuł profesora nauk technicznych w 1975 roku. Szacuje się, że liczba wyprodukowanych samolotów konstrukcji Sołtyka wynosi około 1200. Napisał pięć książek, z tego jedną wspomnieniową: Dwa żywioły, dwie pasje.
Poza lotnictwem interesował się także żeglarstwem – zwłaszcza przed wojną brał udział w regatach – oraz projektował łodzie i bojery. W 1938 r. zaprojektował jacht morski. Łodzie te nosiły nazwy „Kumka” I–VI. Kumka IV była jedną z pierwszych jednostek pływających na świecie zaopatrzonych w spawany kadłub. W 1936 r. Tadeusz Sołtyk kierował ośrodkiem przygotowania przedolimpijskiego żeglarzy w Pucku.
Był mężem Jadwigi z Krasnodębskich (1915–2011).
Zmarł w Warszawie, pochowany na cmentarzu Powązkowskim (kwatera 164-3-16).

## Ordery i odznaczenia
- Order Sztandaru Pracy II klasy
- Krzyż Kawalerski Orderu Odrodzenia Polski (1960)
- Złoty Krzyż Zasługi (1956)
- Medal 10-lecia Polski Ludowej (4 stycznia 1955)[8]
- Złoty Medal za Zasługi dla Obronności Kraju
- Srebrny Medal za Zasługi dla Obronności Kraju
- Brązowy Medal za Zasługi dla Obronności Kraju
- Medal Polonia Mater Nostra Est (2001)[9]

Źródło:.

## Nagrody i wyróżnienia
- Nagroda Państwowa II stopnia za konstrukcję samolotu szkoleniowego „Junak 2” (1952)[10]
- Nagroda MON I stopnia (za samolot „Iskra”)[9]
- Nagroda Ministra Szkolnictwa Wyższego, Nauki i Techniki
- Mistrz Techniki - tytuł nadany przez redakcję „Życia Warszawy” za samolot „Iskra”[1]
- wpis Ministra Obrony Narodowej do „Honorowej Księgi Czynów Żołnierskich” (5 października 1976)[11]
- tytuł Honorowego Obywatela Miasta Radomia (2003)[9]